# 朗代旺
朗代旺（法語：Landévant，法語發音：[lɑ̃devɑ̃]）是法国莫尔比昂省的一个市镇，位于该省南部偏西，属于洛里昂区。

## 地理
朗代旺（47°45'53"N, 3°7'18"W）面积22.34 平方千米，位于法国布列塔尼大區莫尔比昂省，该省份为法国西北部沿海省份，位于布列塔尼半岛南部，北起阿摩尔滨海省、西接菲尼斯泰尔省，南濒大西洋，东南接大西洋卢瓦尔省，东临伊勒-维莱讷省。
与朗代旺接壤的市镇（或旧市镇、城区）包括：普吕维涅、朗多勒、诺斯唐、朗吉迪克。

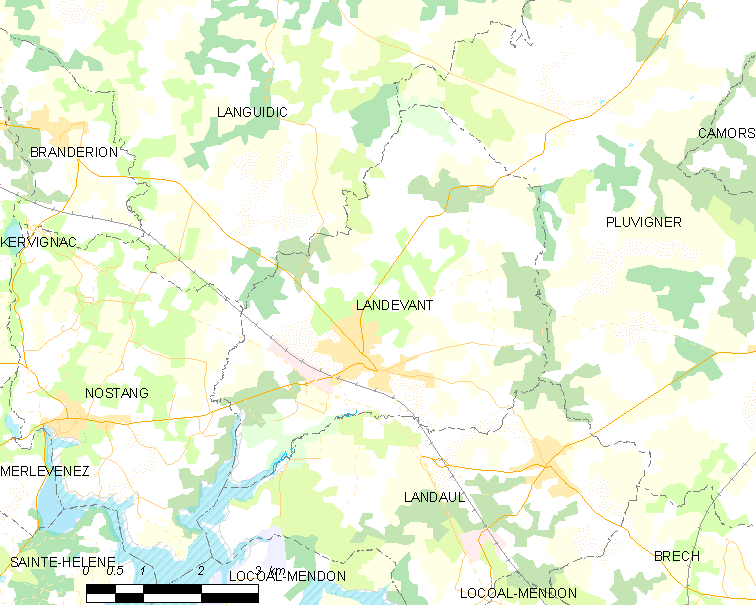
朗代旺的OSM定位图

朗代旺的时区为UTC+01:00、UTC+02:00（夏令时）。

## 行政
朗代旺的邮政编码为56690，INSEE市镇编码为56097。

## 政治
朗代旺所属的省级选区为普吕维涅县。

## 人口

1962-2008年间朗代旺人口变化图示

朗代旺于2022年1月1日时的人口数量为4049人。